# Delač, Kostel
Delač este o localitate din comuna Kostel, Slovenia.